# 試製七糎半対戦車自走砲 ナト
試製七糎半対戦車自走砲 ナト（しせいななセンチはんたいせんしゃじそうほう ナト）は、太平洋戦争（大東亜戦争）期における大日本帝国陸軍の装甲戦闘車両である。
自走式のみの開発であり、牽引式が存在しないため、区別の必要がないことから、自走の二文字をつけず、試製七糎半対戦車砲とも呼ばれた。
既存の弱火力の日本軍対戦車砲から脱却し、連合軍戦車が持つ装甲を撃ち抜くために作られた。

## 経緯
太平洋戦争の開戦初頭、日本軍の保有する九四式三十七粍砲などの対戦車砲、九七式中戦車、八九式中戦車、九五式軽戦車などの戦車が装備する37mm砲や短57mm砲では搭載火砲の貫徹力が低く、M3軽戦車に対して装甲を貫徹できず劣勢を強いられた。
1943年末より太平洋戦線に投入されたM4中戦車との正面戦闘に至っては惨敗を喫した。側後面へ回っての機動戦闘や待ち伏せでもM4中戦車は側面38.1mmの装甲を持ち、一式機動四十七粍速射砲や一式四十七粍戦車砲のような長砲身47mm砲以外の砲では、好条件でなければ撃破が難しかった。
このような状況は昭和17年時点で危惧されており、当時試製機動五十七粍砲は試験段階にあったが、昨年の昭和16年末に同盟国であるドイツ経由で得た情報によると、ソ連軍が運用する新型のKV-1は75㎜を超える装甲を備え、これを撃破できる兵器は88㎜高射砲の徹甲弾か、105㎜以上の大口径徹甲榴弾のみという情報から、将来登場すると想定されたソ連等の連合国軍の新型戦車には火力不足が懸念されていた。またこれ以上の大型化は人力牽引を行うには困難であり、口径75mm級の対戦車砲の開発が最初から自走式として計画されることになった。

## 開発
昭和17年2月23日、『昭和17年度陸軍技術研究本部兵器研究計画』において75mm級の対戦車砲の整備が構想された。昭和17年11月には独立速射砲隊用、及び機甲部隊用として兵器研究方針に正式に取り入れられた。
本砲の研究は昭和18年2月に着手され、19年4月に設計完了した。砲身に四式七糎半高射砲のものを転用している。昭和19年7月11日から17日にかけて、試作砲2門が試験を行った。これが「試製七糎半対戦車砲I型」（後座長1250㎜、高低射界-8度～+19度）となった。砲本体の改修点を洗い出すうち、昭和20年1月、第四技術研究所で、四式中型装軌貨車を使用した車体が完成。1月中に車体の走行試験が行われ、運行距離305キロを経て異常なく成功であった。

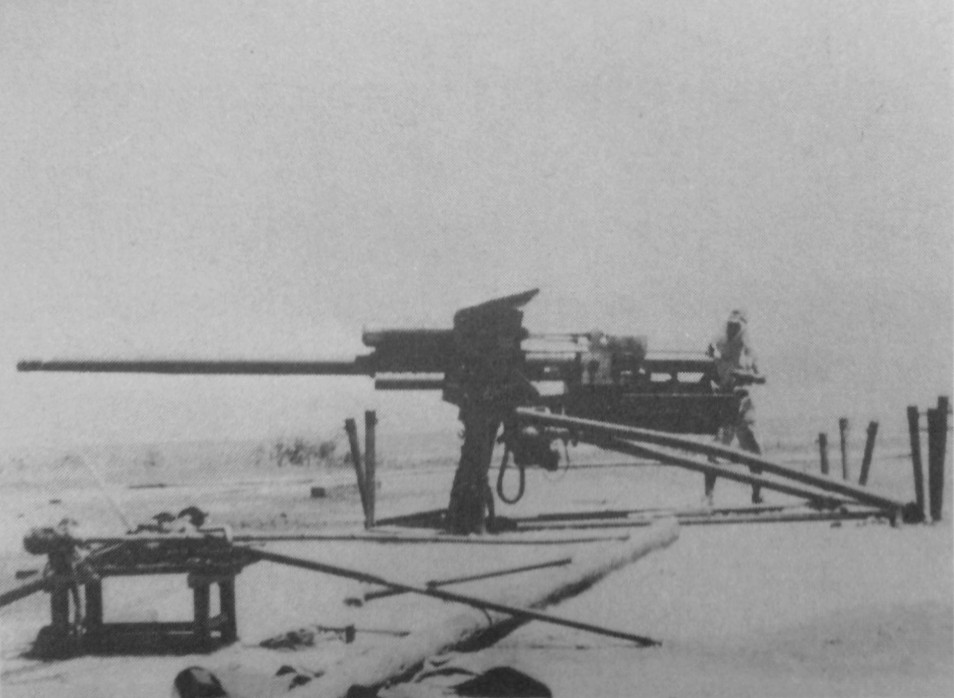
試製七糎半対戦車砲II型のベースになった試製七糎半戦車砲（長）。写真は試製七糎半戦車砲（長）I型で砲尾に半自動装填装弾機が装着されている。

同時期、四式中戦車に配備予定の「試製五式七糎半戦車砲(長)II型」がほぼ完成した。陸軍はこれも車体に載せて運用を図ったうえ、I型とII型の部品共通化をめざし、これをベースに新たな砲を設計するよう命じた。「試製七糎半対戦車砲II型」（後座長400㎜、高低射界-10度～+20度）である。これはもとが戦車砲であるため、地面において用いる対戦車砲のI型より後座長は短いが、後座の際の抗力が大きく(約3倍)、そのぶん反動が車体に大きくかかった。I型砲は開発中止となり、新砲の研究開発のために4カ月を要し、5月23日、新砲搭載の自走砲は伊良湖射場で射撃試験を実施した。結果は取り付け部の強度不十分であった。このためにさらに制式化が遅延、改修が終わって試験に成功したのは昭和20年7月10日であった。7月20日、搭載砲は「試製七糎半対戦車砲II型」から「五式七糎半対戦車砲」として制式化された。終戦まで一カ月であった。
兵器研究家の論では、有効な対戦車砲の一線への配備という点、陸軍の判断が適切であったかを批判しているものが見られる。昭和20年1月の時点でI型砲はほぼ実用に達していた。量産は8月から相模造兵廠で行われる予定で、すでに70輌が生産に着手されていた。うち30輌が工程70%に達していた。

## 貫徹能力
1943年6月30日、陸軍軍需審議会において兵器行政本部は、初速850m/sの75mm砲弾の装甲貫徹力は射程1,000mで約80mmと推測しており、その後開発された試製七糎半対戦車砲、試製七糎半対戦車砲ではともに射程1,000mで75mmが目標性能とされた（最大装甲貫通値は不明）。試験の結果は良好と認められていた。
陸上自衛隊幹部学校戦史教官室の所蔵資料である近衛第三師団の調整資料「現有対戦車兵器資材効力概見表」によると、七五TA（七、五糎速射砲）の徹甲弾は、射距離1000m/貫通鋼板厚100mmとなっている（射撃対象の防弾鋼板の種類や徹甲弾の弾種は記載されず不明）。七五TA（七、五糎速射砲）に該当するものに本車に搭載予定だった試製七糎半対戦車砲がある。
また、1944～1945年作成と思われる陸軍大学校研究部の資料によると、「試製75粍対TK砲（試製75mm対戦車砲）」は、1種：射距離300m/貫通威力118mm、1種：射距離400m/貫通威力115mm、1種：射距離500m/貫通威力112mm、2種：射距離300～500mの研究未了、となっている。
なお、試製七糎半対戦車砲II型のベースとなった五式七糎半戦車砲（長）の装甲貫徹力であるが、1945年4月に陸軍機甲本部が刊行した『対戦車戦闘の参考（戦車関係）補遺』によれば、鋳鋼板（耐弾効力は圧延合金鋼板より概ね20～25％劣る）を対象にした場合、命中角90度だと、射距離100mで200mm、射距離400mで180mm、射距離650mで160mm、射距離1,000mで140mm、射距離1,600mで100mm、射距離2,500mで60mmとなっている。仮想敵戦車の鋳造鋼板に対する有効射距離は、M4中戦車の車体前面上部65mm（35度）で300～500m、車体前面下部65mm（傾斜が少なく直角に近い部分）では2000m以上でも貫通、Mk.IV歩兵戦車チャーチルの砲塔前面100mm（90度）や車体前面上部84+13mm（90度）では1,500mとされている。なお戦車搭載火砲効力概見表の弾種は一式徹甲弾で、タングステン・クロム鋼の特甲やニッケル・クロム鋼の特乙ないし無炸薬の四式徹甲弾を使用させた際の数値は不明である。

## 構造

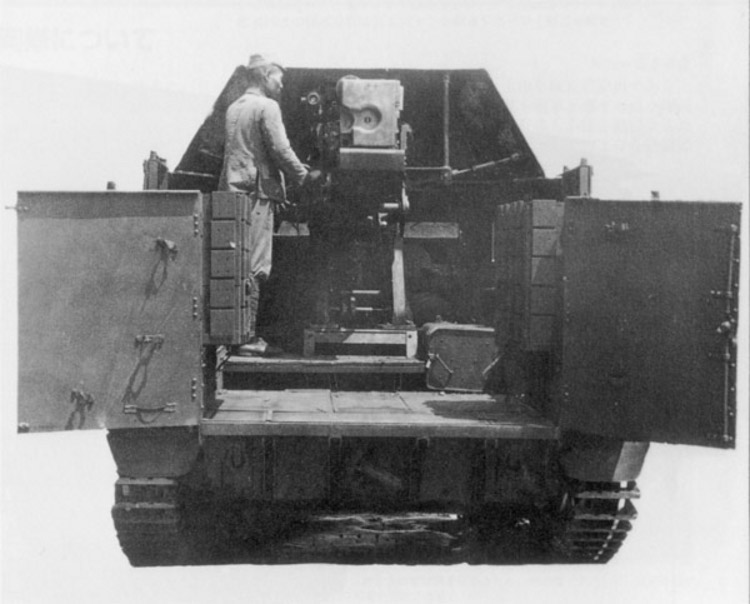
車体後方。

車体は四式中型装軌貨車を改修使用している。鋲接で組み立てられ、車体前部に機関室、中央に操縦室、後部に搭載スペースを持ち、装軌されていた。エンジンは統制型v8ディーゼルが搭載され、165馬力で最高速度40km/hを出した。転輪は7組である。
砲は車体後部の搭載スペース前部、操縦室のすぐ後ろに搭載された。I型砲の方向射界は左右各20度、俯仰はマイナス8度からプラス19度であった。弾量6.6kgの砲弾を初速830m/sで撃ち出した。使用弾薬は一式徹甲弾(初速821m/s)、四式榴弾(初速858m/s)、四式徹甲弾(初速819m/s)である。弾薬は68発を搭載、のち第四技術研究部で搭載数研究を行い、110発まで増加した。砲は水平鎖栓の半自動式であり、射撃すると、後座とともに自動的に空薬莢が薬室から抜き出された。砲の後部から見て左側に砲手が位置し操砲する。右側には分隊長席が設けられた。砲の上部に駐退復座器が設けられ、シリンダーが2筒装備された。
車体後部の戦闘室は限定された装甲しか持たなかった。砲防盾のほか上方は開放され、側、後面とも、搭乗員が立つと上半身が見える程度の高さで鋼板がめぐらされていた。装甲は前面12mm、側面12mm、後面4mm、底面6mmである。